# Ford Taurus
De Ford Taurus was een middenklassemodel van Ford voor de Noord-Amerikaanse markt.

## Eerste generatie (1986-1991)
De eerste generatie Ford Taurus was de opvolger van de Ford LTD. De Ford Taurus werd binnen korte tijd een zeer populair model. Dit model werd ook verkocht als de Mercury Sable.

## Tweede generatie (1992-1995)
De tweede generatie Ford Taurus was bijna een volledig nieuw ontwerp. Net als de eerste generatie werd de tweede generatie een groot commercieel succes. Dit model werd ook verkocht als de Mercury Sable.

## Derde generatie (1996-1999)
De derde generatie Ford Taurus was een volledig nieuw ontwerp. De derde generatie was geen verkoopsucces: een groot aandeel van de verkopen ging naar de grote autoverhuurmaatschappijen. Dit model werd ook verkocht als de Mercury Sable.

## Vierde generatie (2000-2007)

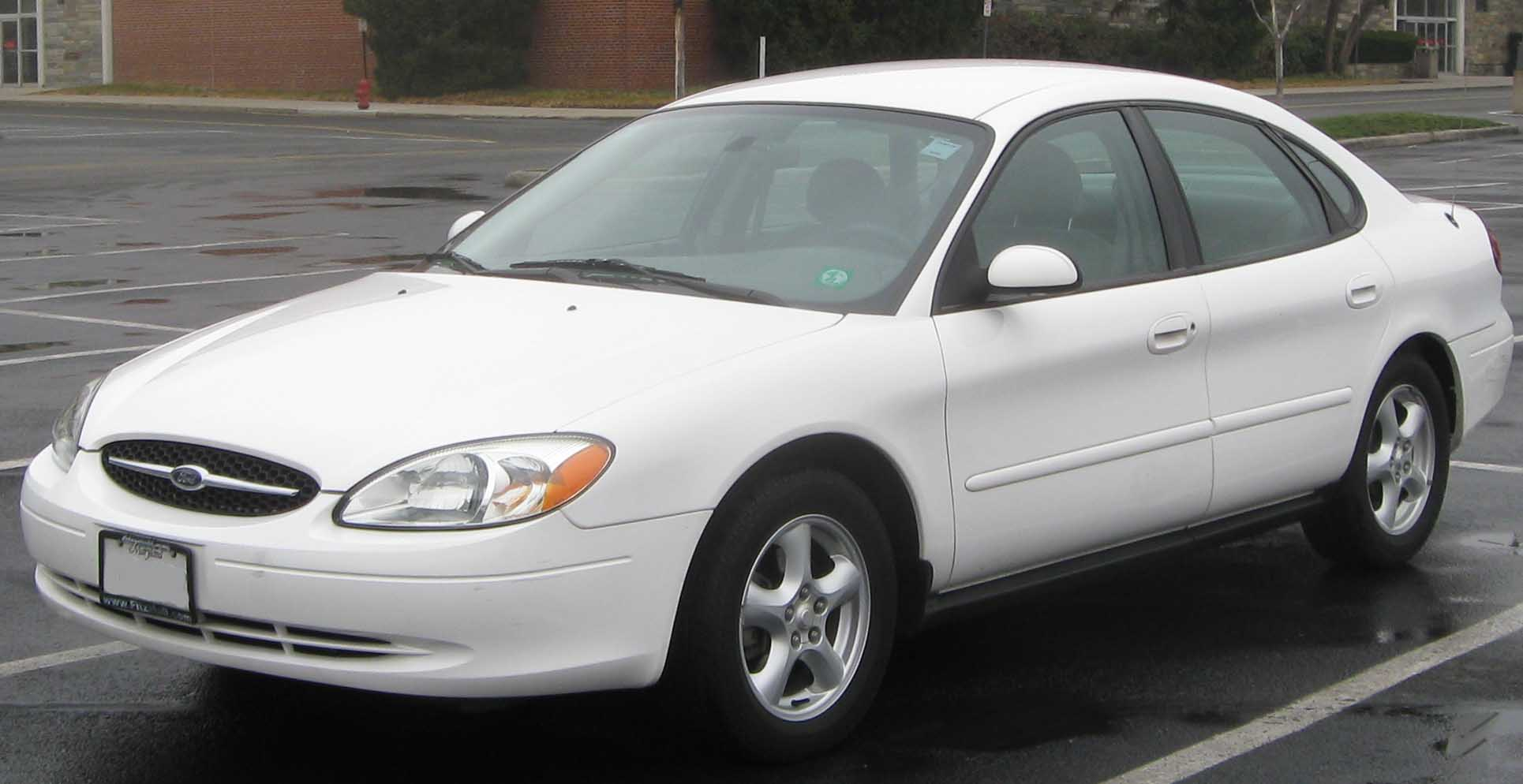
2000–2003 Ford Taurus SES sedan

De vierde generatie Ford Taurus was vrijwel een volledig nieuw ontwerp. De verkoopcijfers van de vierde generatie liepen snel terug na 2003. Ford besloot daarom om de middelgrote Ford Taurus uit productie te nemen. Dit model werd ook verkocht als de Mercury Sable.
Verkoopcijfers:
- 2000: 382.035
- 2001: 353.560
- 2002: 332.690
- 2003: 300.496
- 2004: 248.148
- 2005: 196.919
- 2006: 174.803
- 2007: 33.032

## Vijfde generatie (2008-2009)

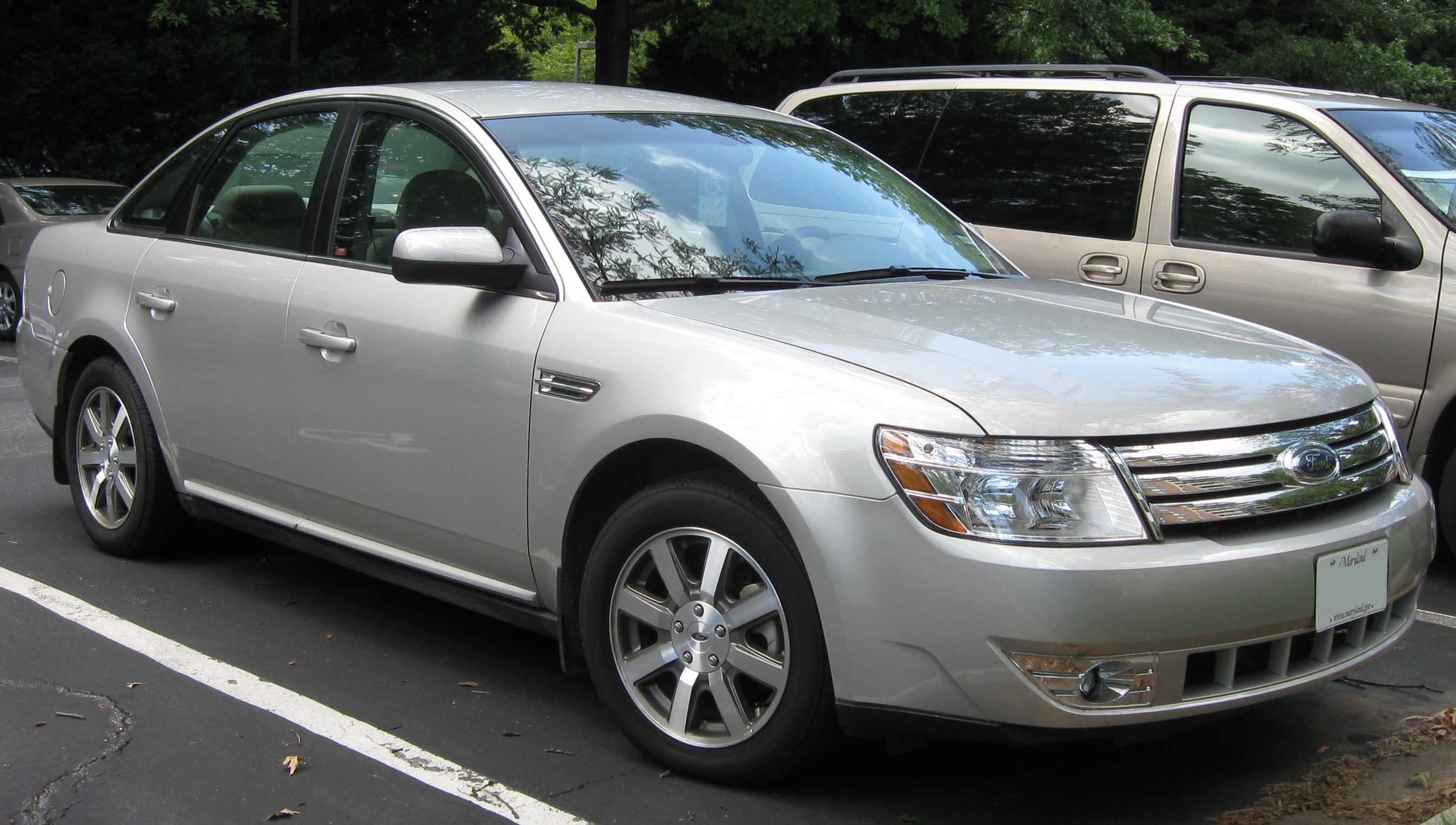
2008 Ford Taurus SEL

De Ford Five Hundred, een grotere wagen dan de Ford Taurus, was geen verkoopsucces. Omdat de Ford Taurus nog steeds grote naamsbekendheid genoot in Noord-Amerika besloot Ford de Ford Five Hundred door te ontwikkelen. Dit model werd de vijfde generatie Ford Taurus. Nadat Ford in 2008 had besloten de Ford Crown Victoria niet langer aan het publiek te verkopen, werd de Ford Taurus het sedan vlaggenschip van Ford. Dit model werd ook verkocht als de Mercury Sable. De verkoopaantallen van de vijfde generatie waren maar een fractie van de aantallen van de vorige generaties Ford Taurus. Deze generatie werd ook verkocht in een luxere uitvoering als de Lincoln MKS. 
Verkoopcijfers:
- 2008: 52.667
- 2009: 45.617

## Zesde generatie (2010-2012)
De zesde generatie Ford Taurus is een doorontwikkeling van de vijfde generatie. De verkoopaantallen van de zesde generatie zijn maar een fractie van de aantallen van de vorige generaties Ford Taurus. Deze generatie wordt ook verkocht in een luxere uitvoering als de Lincoln MKS. Deze generatie werd verkocht in drie uitvoeringen: standaard (SEL), luxe (Limited) alsook met een zwaardere motor (SHO). Deze generatie was met voorwielaandrijving en vierwielaandrijving verkrijgbaar.
Verkoopcijfers:
- 2010: 68.859
- 2011: 63.526
- 2012: 66.066, exclusief 8039 politieversie

## Zevende generatie (2013-2019)

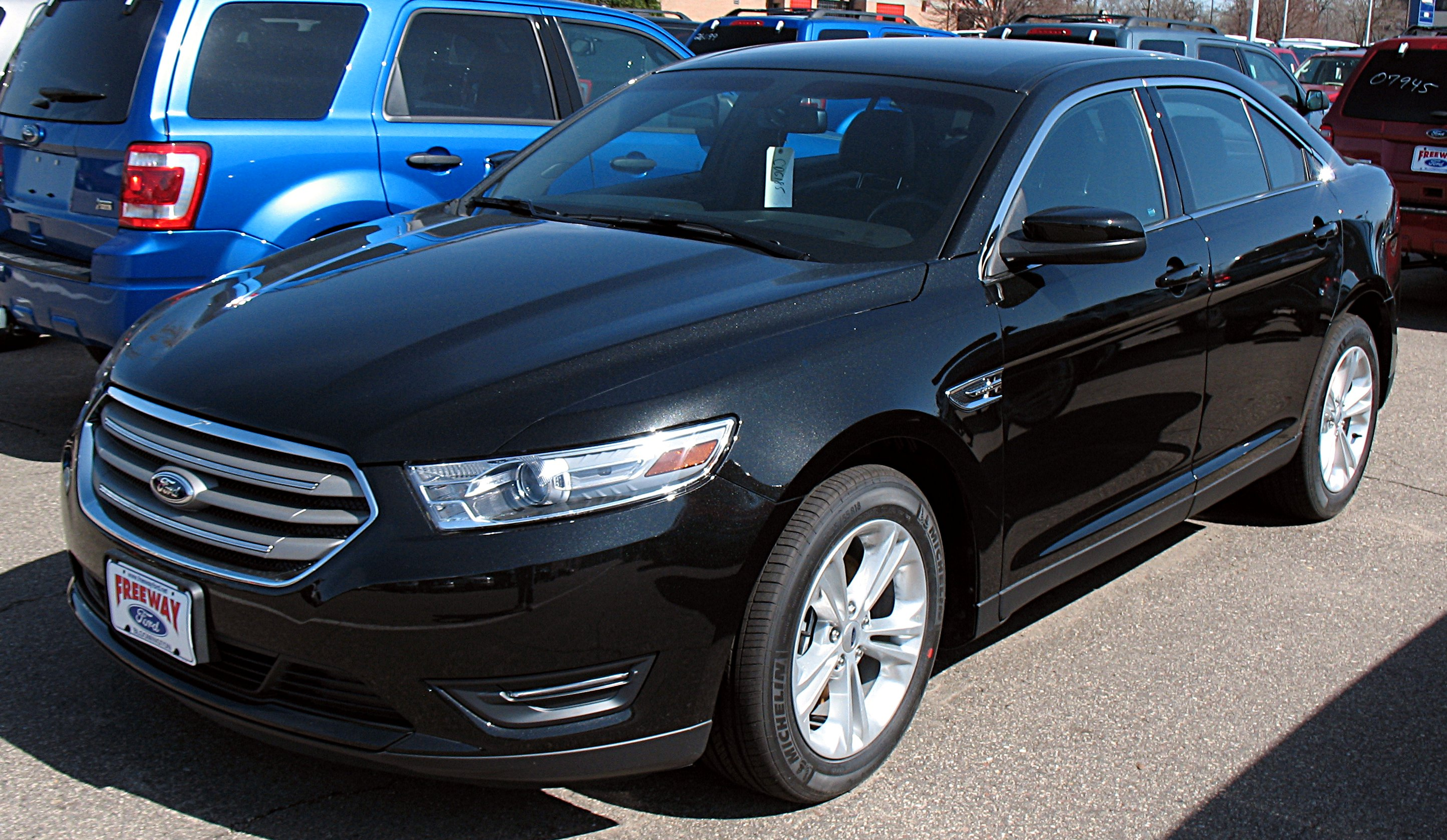
2013 Ford Taurus SEL

De zevende generatie Ford Taurus was een doorontwikkeling van de zesde generatie. Van deze generatie werd naast een zescilindermotor ook een viercilindermotor verkocht. Deze generatie werd eveneens in een zwaardere motoruitvoering verkocht dan de Ford Taurus SHO. Deze generatie was vanaf 2012 voor modeljaar 2013 te koop in de volgende uitvoeringen (van standaard tot zwaardere motoruitvoering): SE, SEL, Limited en SHO. Deze generatie werd als voorwielaandrijving en vierwielaandrijving verkocht.
In februari 2019 werd de laatste Ford Taurus door de fabriek in Chicago, IL afgeleverd. Ford heeft besloten sedans grotendeels te beëindigen om zich op terreinwagens en pick-ups te richten.
De Ford Taurus werd ook als politie-uitvoering verkocht als opvolger van de Ford Crown Victoria Police Interceptor.
Verkoopcijfers:
- 2013: 69.063, exclusief 10.897 politieversie
- 2014: 52.395, exclusief 10.234 politieversie
- 2015: 39.051, exclusief 9765 politieversie
- 2016: 34.626, exclusief 9472 politieversie
- 2017: 33.242, exclusief 7994 politieversie
- 2018: 28.706, exclusief 7382 politieversie

## China
Een op de Ford Fusion / Ford Mondeo gebaseerde middenklasse auto wordt sinds 2015 in China voor de Chinese markt gebouwd. De auto is ontwikkeld door Ford China en Ford Australië. In 2019 wordt een vernieuwd model uitgebracht.

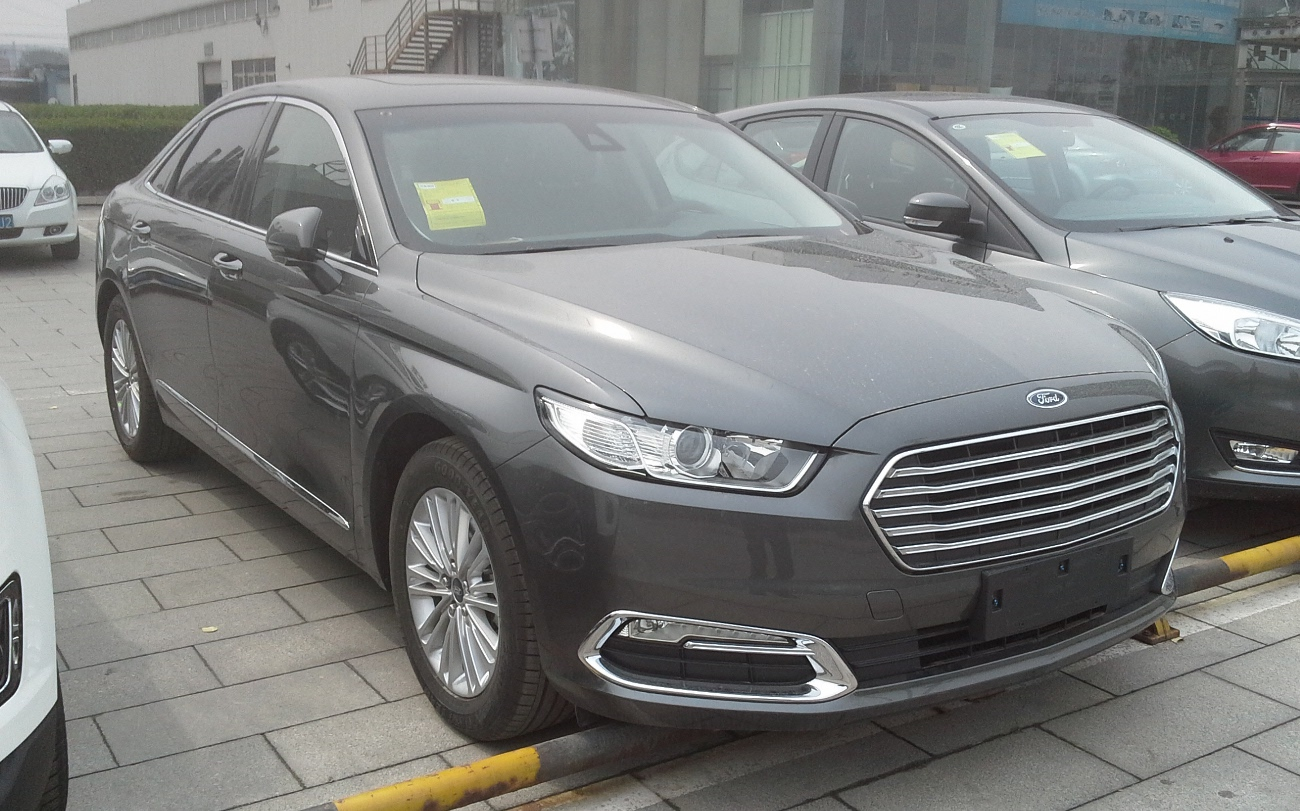

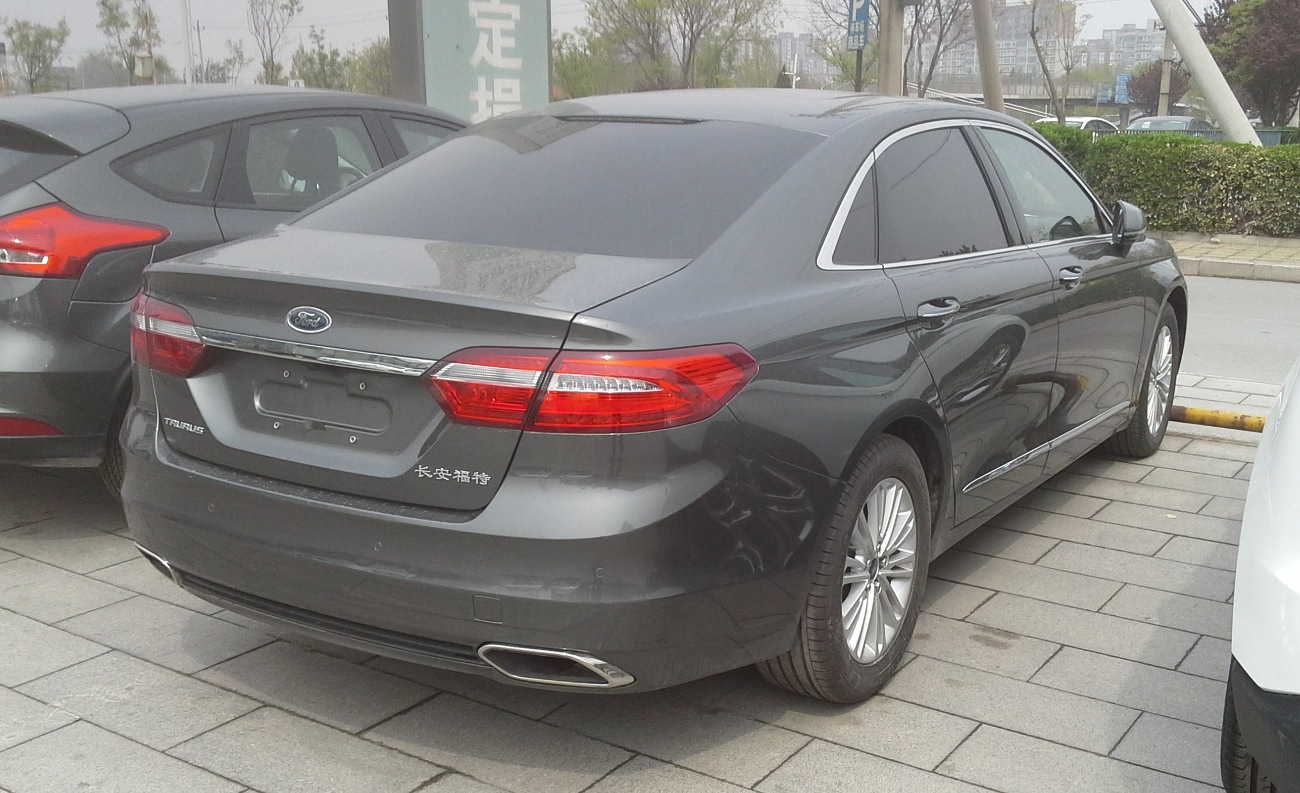